# Ardisia conzattii
Ardisia conzattii là một loài thực vật có hoa trong họ Anh thảo. Loài này được S.F.Blake mô tả khoa học đầu tiên năm 1918.